# Neoklassisk syntes
Neoklassisk syntes är en teoribildning i nationalekonomi som omfattar neoklassisk teori tillsammans med keynesianism. Den utvecklades under efterkrigstiden, bland annat av John Hicks och Paul Samuelson. Teorin kombinerar idéer om att marknaden för det mesta klarar sig som bäst utan statliga interventioner (som klassikerna förespråkade) med tankar om att ekonomin ibland hamnar i en lågkonjunktur och behöver stimulanspolitik (som keynesianisterna förespråkade).